# Initiative kulturelle Integration
Die Initiative kulturelle Integration wurde im Dezember 2016 gegründet und geht auf eine Anregung der Beauftragten der Bundesregierung für Kultur und Medien, der Beauftragten der Bundesregierung für Migration, Flüchtlinge und Integration, des Bundesministeriums für Arbeit und Soziales, des Bundesministeriums des Innern und des Deutschen Kulturrates zurück. Die konstituierende Sitzung fand am 15. Dezember 2016 im Bundeskanzleramt statt. Sprecher der Initiative ist der Geschäftsführer des Deutschen Kulturrates, Olaf Zimmermann.
Das Projekt soll aufzeigen, welchen Beitrag Kultur zur Integration in einem multikulturellen Deutschland leisten kann, und so Thesen zum gesellschaftlichen Zusammenhalt liefern.
Die Initiative will insbesondere Impulse geben für einen offenen gesellschaftlichen Diskurs zur Gegenwart und wichtige Zukunftsfragen stellen. Dazu dienen etwa Stellungnahmen zu Integrationsberichten oder Gesetzestexten oder zu einem neuen Gesellschaftsvertrag.

## Thesen
Von dem Projekt erarbeitete 15 Thesen wurden am 16. Mai 2017 öffentlich vorgestellt.
Den Thesen wurde Kulturbegriff zugrunde gelegt, der von der UNESCO-Weltgemeinschaft in der „UNESCO-Weltkonferenz zur Kulturpolitik“ 1982 in Mexiko formuliert wurde. Der UNESCO-Kulturbegriff stellt darauf ab, dass „die Kultur in ihrem weitesten Sinne als die Gesamtheit der einzigartigen geistigen, materiellen, intellektuellen und emotionalen Aspekte angesehen werden kann, die eine Gesellschaft oder eine soziale Gruppe kennzeichnen. Dies schließt nicht nur Kunst und Literatur ein, sondern auch Lebensformen, die Grundrechte des Menschen, Wertsysteme, Traditionen und Glaubensrichtungen.“
Die Thesen lauten:
1. Das Grundgesetz als Grundlage für das Zusammenleben der Menschen in Deutschland muss gelebt werden.
2. Das alltägliche Zusammenleben basiert auf kulturellen Gepflogenheiten.
3. Geschlechtergerechtigkeit ist ein Eckpfeiler unseres Zusammenlebens.
4. Religion gehört auch in den öffentlichen Raum.
5. Die Kunst ist frei.
6. Demokratische Debatten- und Streitkultur stärkt die Meinungsbildung in einer pluralistischen Gesellschaft.
7. Einwanderung und Integration gehören zu unserer Geschichte.
8. Die freiheitliche Demokratie verlangt Toleranz und Respekt.
9. Die parlamentarische Demokratie lebt durch Engagement.
10. Bürgerschaftliches Engagement ist gelebte Demokratie.
11. Bildung schafft den Zugang zur Gesellschaft.
12. Deutsche Sprache ist Schlüssel zur Teilhabe.
13. Die Auseinandersetzung mit der Geschichte ist nie abgeschlossen.
14. Erwerbsarbeit ist wichtig für Teilhabe, Identifikation und sozialen Zusammenhalt.
15. Kulturelle Vielfalt ist eine Stärke.

## Weitere Aktivitäten
Bei der fünften Jahrestagung der Initiative am 2. Juni 2022 unterstrich Bundesinnenministerin Nancy Faeser die Notwendigkeit, dem tagtäglichen Rassismus „als gesamte Gesellschaft stellen und alles dafür tun, das zu ändern“. Kulturstaatsministerin Claudia Roth charakterisierte die Initiative als ein „Leuchtturmprojekt zur Bekämpfung von Rassismus und Extremismus“ dabei, menschenverachtenden Bewegungen zu widersprechen und „mithilfe von Kunst, Kultur und Medien Wege für ein friedliches Miteinander in Vielfalt auszuloten“. Der Geschäftsführer des Deutschen Kulturrates Olaf Zimmermann, zugleich Sprecher der Initiative kulturelle Integration, kündigte eine Weiterentwicklung der 15 Thesen an.